# Geminos z Rodos
Geminos z Rodos (gr. Γεμῖνος ὁ Ρόδιος) (I wiek p.n.e.) – grecki matematyk i astronom, autor niezachowanego dzieła na temat systematyzacji nauk oraz zachowanego Wprowadzenia do zjawisk niebieskich.